# Sione Tuipulotu (rugby à XV, 1976)
Pour les articles homonymes, voir Sione Tuipulotu et Tuipulotu.
Pas d'image ? Cliquez ici

a Compétitions nationales et continentales officielles uniquement.

b Matchs officiels uniquement.
Dernière mise à jour le 23 novembre 2015.
Sione Mone Tuipulotu, est né le 28 novembre 1976 à Ha'apai (Tonga). C’est un joueur de rugby à XV ayant joué avec l'équipe des Tonga entre 1997 et 2008. Il évolue aux postes de demi de mêlée, de centre ou d'arrière (1,83 m pour 102 kg).

## Biographie
Il est le père de Sisilia Tuipulotu, joueuse internationale galloise de rugby à XV.

## Carrière

### En club
- Toloa OB  Tonga
- Rifles RFC  Nouvelle-Zélande
- 2000-2001 : Pontypool RFC (Welsh Premiership)  Pays de Galles
- 2001-2003 : Caerphilly RFC (Welsh Premiership)  Pays de Galles
- 2003-2006 : Newport Gwent Dragons (Ligue Celtique)  Pays de Galles
- 2006-2011 : Yokogawa Musashino Atlastars (Top League Est A)  Japon
- 2011 : Worcester Warriors (Aviva Premiership)  Angleterre
- 2012 : Plymouth Albion (RFU Championship)  Angleterre
- 2012-2015 : Stourbridge R.F.C. (National One)  Angleterre

### En équipe nationale
Sione Tuipulotu a eu sa première cape internationale le 16 novembre 1997 à l’occasion d’un match contre l'équipe du Pays de Galles, et son dernier le 28 juin 2008 contre l'équipe des Samoa
Il est retenu pour participer à la coupe du monde 1999 en Angleterre. Il dispute deux matchs (Nouvelle-Zélande, Angleterre).
Il participe également à la coupe du monde 2007 en France. Il dispute quatre matchs (États-Unis, Samoa, Afrique du Sud, Angleterre).

## Palmarès
- 29 sélections avec l'équipe des Tonga
- 13 points (2 essais, 1 drop)
- Sélections par année : 1 en 1997, 2 en 1998, 4 en 1999, 4 en 2000, 3 en 2001, 4 en 2005, 5 en 2006, 4 en 2007 et 2 en 2008.

En coupe du monde :
- 1999 (2 matchs, 2 comme titulaire)
- 2007 (4 matchs, 2 comme titulaire)